# Alzatea verticillata
Alzatea verticillata ist die einzige Art der einzigen Gattung Alzatea der Pflanzenfamilie der Alzateaceae innerhalb der Ordnung der Myrtenartigen (Myrtales). Die Verbreitung ist neotropisch.

## Beschreibung

### Erscheinungsbild und Blätter
Alzatea verticillata wächst als immergrüner Strauch oder kleiner Baum, der Wuchshöhen von bis zu 20 Meter erreichen kann. Manchmal gedeihen sie auf anderen Bäume als Hemiepiphyten und können ähnlich Würgefeigen mit mehreren Stämmen ausgebildet sein. Junge Zweige sind oft kantig und besitzen eine purpurrot Rinde, bevor sie sich schält. Ältere Zweige besitzen einen runden Querschnitt mit rot-brauner Rinde.
Die, wie bei den meisten anderen Myrtenartigen gegenständig oder wirtelig an den Zweigenden angeordneten Laubblätter können kurz gestielt bis sitzend sein (Unterscheidung der beiden Unterarten). Die einfachen Blattspreiten sind mehr oder weniger ledrig, länglich-verkehrt-eiförmig, elliptisch oder länglich-eiförmig, kahl mit glänzender Oberseite und Fiedernervatur. Es sind zwei oder mehr intrapetiolare Nebenblätter an der Basis der Blätter vorhanden.

### Blütenstände und Blüten
Viele (10 bis 30) Blüten stehen in achselständigen an den Enden der Zweige, zymösen oder ährigen Blütenständen zusammen. Es sind keine Hochblätter vorhanden. Die relativ kleinen, zwittrigen Blüten sind radiärsymmetrisch und fünfzählig. Es ist ein kurzes Hypanthium ausgebildet. Die fünf gelblich-grünen Kelchblätter sind zuerst fleischig, später ledrig und glockenförmig teilweise verwachsen. Kronblätter fehlen. Es ist nur ein Kreis (der äußere) mit fünf freien, fertilen Staubblättern vorhanden. Die grünen Staubfäden sind gestaucht und kurz, dabei etwa gleich lang wie die Staubbeutel. Die fleischigen, herzförmigen Staubbeutel sind rosafarben mit weißen Rändern. Der Nektardiskus ist gelappt. Die zwei Fruchtblätter sind zu einem halbunterständigen, zweikammerigen Fruchtknoten verwachsen. Am seitlich etwas abgeflachten Fruchtknoten sitzt ein kurzer Griffel mit einer kopfigen Narbe.

### Früchte und Samen
Die lokuliziden Kapselfrüchte sind relativ klein, rund, fleischig und trocken. Sie färben sich rötlich und öffnen sich bei Reife. Die horizontal abgeflachten Kapselfrüchte sind vom haltbaren gelben Kelch umgeben und enthalten viele (40 bis 60) Samen. Die abgeflachten länglichen, zierlichen Samen sind von einem kleinen, häutigem Flügel umgeben.

## Systematik und Verbreitung
Die Gattung Alzatea wurde 1794 durch Hipólito Ruiz López und José Antonio Pavón in Florae Peruvianae, et Chilensis Prodromus, 40 aufgestellt. Der Gattungsname Alzatea ehrt den spanisch-mexikanischen Geistlichen und Naturforscher José Antonio Alzate (José Antonio Alzate y Ramírez) (1737–1799). Die Erstveröffentlichung der Typusart Alzatea verticillata Ruiz & Pav. erfolgte 1798 durch López und Pavón in Systema Vegetabilium Florae Peruvianae et Chilensis, 1, S. 72–73.
Die Familie Alzateaceae wurde 1984 durch Shirley Ann Tousch Graham in Annals of the Missouri Botanical Garden, Volume 71, Issue 3, S. 775 aufgestellt.
Die Familie Alzateaceae ist am nächsten mit zwei weiteren kleinen Familien der Ordnung Myrtales verwandt: Penaeaceae aus dem südlichen Afrika und Crypteroniaceae mit paläotropischer Verbreitung. Man glaubt, dass ihr gemeinsamer Vorfahre in der Kreidezeit im westlichen Gondwana beheimatet war.
Die Familie Alzateaceae besitzt eine rein neotropische Verbreitung. Das Areal von Alzatea verticillata liegt in feuchten Bergwäldern von Costa Rica und Panama in Zentralamerika und südlich davon in Peru und Bolivien im tropischen Südamerika.
Die Familie Alzateaceae besteht nur aus einer Gattung Alzatea Ruiz & Pav. Sie enthält nur eine Art:
- Alzatea verticillata Ruiz & Pav. (Syn.: Alzatea mexicana F.Dietr.): Es gibt zwei eng verwandte Unterarten:
  - Alzatea verticillata subsp. amplifolia S.A.Graham: Sie besitzt größere und mehr ovale, mehr oder weniger sitzende Laubblätter und kommt in ganz Costa Rica und Panama vor.
  - Alzatea verticillata Ruiz & Pav. subsp. verticillata. Sie besitzt kleinere gestielte Laubblätter und ist in den östlichen Schichtstufen der Anden in Südamerika verbreitet.